# 해병대 제6여단 (대한민국)
해병대 제6여단(海兵隊 第六旅團, 영어: ROKMC 6th Marine Brigade, 흑룡부대)은 인천광역시 옹진군 백령면에 사단 본부를 두고있는 대한민국 해병대의 여단이다. 

## 역사
1955년 2월 1일부터 도서경비부대로서 활동을 개시하여, 1974년 3월 11일 도서방어부대로 확장되었다가, 1977년 1월 1일 단대호를 가진 여단으로 개편되었다. 
1996년 11월 1일, 제90해병대대와 우도경비대로 편성된 연평부대가 해병대사령부 직할대로 전속하였다.
2011년 6월 15일 서북도서방위사령부로 예속되었다. 백령도, 대청도, 소청도를 경비 및 방위한다.
2011년 9월, 해병대사령부가 대청도와 소청도 주둔 해병부대를 병합하여 제65해병대대를 창설하였다.

## 사건 및 사고
- 2012년 10월 30일 - 부대에서 작업 중이던 해병대원 2명이 지뢰 폭발로 인하여 부상을 입었다.[2]

## 편제
- 여단 본부
- 제6본부대
- 제6정보통신대
- 제6공병중대
- 제6수색중대
- 제6의무중대
- 제6정보중대
- 제6화생방지원대
- 제6헌병대
- 제6방공대
- 제61해병대대
- 제62해병대대(산악유격대대)
- 제63해병대대(기습특공대대)
- 제65해병대대
  - 제13, 15, 16, 17중대[1] - 대청도, 소청도
- 제6해병포병대대
  - 본부중대
  - 관측중대
  - 포1중대
  - 포2중대
  - 포3중대
  - 포5중대
  - 다련장중대
  - 유도탄소대
- 제6군수지원대대
- 전투주정대

## 계보
- 1955년 2월 1일, 도서경비부대
- 1958년 4월 15일, 해병함대부대
- 1959년 4월 1일, 함대해병경비부대
- 1960년 1월 1일, 해병도서경비부대
- 1974년 3월 1일, 도서방어부대
- 1977년 1월 1일, 해병대 제6여단

## 주요 인물
- 현빈 - 영화 배우.[3]

## 참고
1. 1 2  박성진 (2011년 11월 20일). “남북, 서해 5도서 군비 경쟁… 우리 군, 전략적 딜레마에 빠져”. 경향신문. 2012년 3월 23일에 확인함. 대청·소청도에는 중대급인 해병 6여단 대청부대를 대대 규모로 늘렸고
2. ↑  안종훈 (2012년 10월 31일). “백령도에서 지뢰 폭발, 해병대원 2명 부상”. 《노컷뉴스》. 2021-04=27에 확인함.
3. ↑  “해병대, '현빈' 백령도 6여단 전속배치”. SBS. 2011년 4월 18일. 2012년 3월 23일에 확인함.